# My Way, Soon
My Way, Soon ist ein Lied der US-amerikanischen Classic-Rock-Band Greta Van Fleet und die erste Single aus dem zweiten Studioalbum The Battle at Garden’s Gate.

## Entstehung
Laut Sänger John Kiszka wurde das Lied davon inspiriert, was die vergangenen drei Jahre, in denen die Band fast pausenlos auf Tournee war, für die Band verändert hat. Diese Tournee hätten der Band laut Kiszka Türen geöffnet. Obwohl der Texte seine eigene Wahrheit verarbeiten würde, würde der Text laut Kiszka auch die Eindrücke und veränderten Wahrnehmungen seiner drei Bandkollegen widerspiegeln. Sein Bruder und Bassist Sam Kiszka ergänzte, dass die Band gesehen hat, wie die Menschen in verschiedenen Teilen der Erde leben und dadurch einen immensen Respekt für verschiedene Kulturen und Völker entwickelte. Die Musiker fuhren auf dem Weg zu einem Konzert an den endlosen Slums von São Paulo vorbei. Kurze Zeit später trat die Band in einer der wohlhabendsten Gegenden der Welt auf.

„Je mehr wir gesehen haben – verschiedene Kulturen, Menschen und Traditionen – desto mehr Ähnlichkeiten haben wir zwischen unserer eigenen Kultur und diesen anderen Kulturen gesehen. Es überraschte mich, wie ähnlich wir alle sind.“

Die Single wurde von Greg Kurstin in einem Studio in Los Angeles aufgenommen und produziert. Am 9. Oktober 2020 wurde das Lied zusammen mit einem Musikvideo veröffentlicht. Das Video enthält neben Aufnahmen, die im Studio bzw. bei Konzerten mitgeschnitten wurden auch zahlreiche private Aufnahmen. Am 8. Dezember 2020 spielten Greta Van Fleet das Lied in der CBS-Sendung Late Show with Stephen Colbert.

## Rezeption
Emily Carter vom britischen Magazin Kerrang bezeichnete My Way, Soon als „mitreißend“. Nadia Hazimeh vom Onlinemagazin Soundigest schrieb, dass die Band mit My Way, Soon das „Image der Led-Zeppelin-Kopisten loswerden würden“.
My Way, Soon erreichte Platz eins der Billboard Mainstream Rock Songs. Für die Band war es bereits die fünfte Nummer eins nach Highway Tune, Safari Song, When the Curtain Falls und You’re the One. Darüber hinaus belegte die Single Platz 45 der Hot Rock & Alternative Songs.